# Xã Bala, Quận Riley, Kansas
Xã Bala (tiếng Anh: Bala Township) là một xã thuộc quận Riley, tiểu bang Kansas, Hoa Kỳ. Năm 2010, dân số của xã này là 735 người.